# Rendição extraordinária
A extradição extraordinária, também chamada de extradição irregular ou extradição forçada, é o sequestro patrocinado pelo governo e a transferência extrajudicial de uma pessoa de um país para outro que foi predominantemente realizada pelo governo dos Estados Unidos com o consentimento de outros países.
A primeira rendição estrangeira conhecida pelos EUA foi a do seqüestrador Fawaz Younis que, em setembro de 1987, foi sequestrado após ser atraído em um iate na Itália e levado para os Estados Unidos para julgamento, autorizado pelo Presidente Ronald Reagan. O presidente Bill Clinton autorizou a extradição extraordinária para países conhecidos por praticar interrogatórios, que foram nomeados ocasionalmente de tortura por procuração. O governo do presidente George W. Bush extraditou centenas de supostos combatentes ilegais à detenções norte-americanas e transportou detidos para locais controlados pelos Estados Unidos como parte de um extenso programa de interrogatórios que incluía tortura. A extradição extraordinária continuou sob o governo Obama; com alvos sendo interrogados e posteriormente levados para os EUA para julgamento.
As Nações Unidas consideram que o sequestro de cidadãos de uma nação por outra é um crime contra a humanidade. Em julho de 2014, o Tribunal Europeu dos Direitos Humanos condenou o governo da Polônia por participar das entregas extraordinárias da CIA, ordenando que a Polônia pagasse a restituição a dois homens que haviam sido sequestrados, levados para um local negro da CIA na Polônia e torturados.